# MiniMax (empresa)
MiniMax es una empresa de inteligencia artificial (IA) con sede en Shanghái, China. A partir de 2024, los inversores la han denominado una de las empresas "Tigres de la IA" de China.

## Antecedentes
MiniMax fue fundada en diciembre de 2021 por varios veteranos de la visión artificial de la empresa SenseTime . Cuando empezó, recibió financiación del desarrollador y distribuidor de videojuegos MiHoYo .    
En marzo de 2024, Alibaba Group encabezó una ronda de financiación de 600 millones de dólares para MiniMax, lo que le otorgó una valoración de 2.500 millones de dólares. Otros inversores de MiniMax incluyen Hillhouse Investment, HongShan, IDG Capital y Tencent .  
En octubre de 2024, se informó de que los fabricantes de teléfonos chinos optaron por Minimax en lo que respecta a sus modelos de gran tamaño de IA fundacional.

## Productos

### Talkie
El primer producto de MiniMax fue Glow, lanzado en octubre de 2022. La aplicación permitía a los usuarios crear personajes virtuales, darles historias de fondo y luego chatear con ellos sobre diversos temas. Solo cuatro meses después de su lanzamiento, la aplicación contaba con más de 5 millones de usuarios. Debido a problemas de archivo, Glow dejó de funcionar en marzo de 2023.  
Glow se relanzó bajo dos nuevas marcas: Talkie, lanzada para los mercados internacionales en junio de 2023, y Xing Ye (星野), introducido en septiembre de 2023 para el mercado chino.
Talkie fue perfilado por The Wall Street Journal en julio de 2024. En junio de 2024, Talkie ocupó el quinto lugar entre las aplicaciones de entretenimiento gratuitas más descargadas en los EE. UU. Más de la mitad de los 11 millones de usuarios activos mensuales de Talkie estaban en los EE. UU. Otros mercados populares incluyeron Filipinas, el Reino Unido y Canadá. Talkie ofreció conversaciones generadas por IA con personas como Donald Trump, Taylor Swift, Elon Musk y LeBron James . 

### Hailuo AI
En marzo de 2024, MiniMax lanzó Hailuo AI, una plataforma de consumo multimodal de grandes modelos lingüísticos que ofrece funciones de generación de texto y música mediante IA.
En septiembre de 2024, MiniMax lanzó video-01, un modelo de texto a video bajo Hailuo AI.  En una reseña de Tom's Guide se afirma que es más o menos equivalente a la Dream Machine de Luma Labs, pero no tan buena como la Runway Gen-3.
En diciembre de 2024, la revista británica Broadcast informó de que Hailuo AI puede reproducir los logotipos de los canales de televisión británicos Channel 4, Channel 5 e ITV en sus vídeos generados por IA. 
El 20 de enero de 2025, MiniMax lanzó funciones de audio para Hailuo AI . 
El 28 de enero de 2025, MiniMax lanzó el modelo T2V-01-Director y I2V-01-Director, es la última incorporación a la familia de modelos Hailuo AI Video-01, están diseñados para revolucionar la creación de vídeo poniendo herramientas de filmación profesional al alcance de la mano. T2V-01-Director e I2V-01-Director introducen una reducción significativa de la aleatoriedad de los movimientos, lo que garantiza que cada fotograma se adhiere estrictamente a la intención creativa. Este mayor nivel de control permite una narración más precisa y matizada.

## Tecnología
El 17 de abril de 2024, MiniMax lanzó oficialmente la serie ABAB 6.5, un modelo de lenguaje mezcla de expertos. 
En enero de 2025, Minimax presentó la familia de grandes modelos de lenguaje (LLM) MiniMax-01, que incluye un modelo básico de uso general, MiniMax-Text-01, y el modelo multimodal MiniMax-VL-01 con funciones visuales.
En abril de 2025, Minimax lanzó Speech-02, un nuevo modelo de texto a voz . Admite más de 30 idiomas y puede procesar hasta 200.000 caracteres a la vez. 